# Ulrike Buchholz
Ulrike Buchholz (* 14. Mai 1959 in Münster) ist eine deutsche Sprachwissenschaftlerin und seit 2001 Professorin für Unternehmenskommunikation an der Hochschule Hannover.

## Leben
Buchholz begann ein Studium der Linguistik an der Westfälischen Wilhelms-Universität Münster. Dort promovierte sie 1986. Nach ihrem Studium arbeitete sie zuerst bei der Bertelsmann AG. 1990 wechselte sie dann zur Siemens AG in München. Hier war sie im Bereich der Internen Kommunikation zuständig. Im Jahr 1996 wechselte sie dann die Arbeitsstelle von der Siemens AG ging es zur Infineon Technologies AG. Hier war sie hauptverantwortlich dafür zuständig, Infineon zu einem selbstständigen Unternehmen zu gestalten.
Seit dem Sommersemester 2001 ist Buchholz Professorin an der Fachhochschule Hannover (heute Hochschule Hannover) und lehrt und forscht dort im Studiengang Public Relations. Ihre besonderen Arbeitsschwerpunkte sind hierbei unter anderem die Interne Kommunikation und die Unternehmenskommunikation in der Managementlehre.  Nebenbei ist sie auch in der PR-Beratung tätig und ebenso hält sie Gastvorträge auf Tagungen und Kongressen.

## Publikationen
- Buchholz, Ulrike (2010): Interne Unternehmenskommunikation im Wandel der Zeit: Ihre Entwicklung und ihre Modelle als Instrument der Unternehmensführung  Kommunikationsmanagement. Hrsg. v. Günter Bentele, Manfred Piwinger, Gregor Schönborn; Neuwied [u. a.]: Luchterhand , 2010
- Buchholz, Ulrike (2009): Interne Kommunikation zu Beginn des 21. Jahrhunderts : Mobilisierung als Herausforderung  Jahrbuch Interne Kommunikation 2008: Die Besten - Mitarbeiterzeitungen- und Zeitschriften in Deutschland, Perspektiven der Internen Kommunikation  Preprint (Vorabdruck)
- Buchholz, Ulrike (2009): Interne Kommunikation zu Beginn des 21. Jahrhunderts : Mobilisierung als Herausforderung  Jahrbuch Interne Kommunikation 2008 : Perspektiven der Internen Kommunikation. Die Besten - Mitarbeiterzeitungen- und Zeitschriften in Deutschland
- Buchholz, Ulrike (2006): Mitarbeiterbindung in Zeiten der Unsicherheit : Verständnis für Zusammengehörigkeit schaffen, statt Wir-Gefühl vergangener Zeiten zu beschwören  Kommunikationsmanagement. Hrsg. v. Günter Bentele, Manfred Piwinger, Gregor Schönborn; Neuwied [u. a.]: Luchterhand
- Buchholz, Ulrike (2004): 20 Jahre interne Kommunikation : von der Mitarbeiterzufriedenheit zum Mitarbeiterengagement  Die Besten - Mitarbeiterzeitungen und -zeitschriften in Deutschland : Perspektiven der internen Kommunikation / hrsg. von Hermann-Josef Berg et al. - Bonn : mitp-Verl., 2004
- Buchholz, Ulrike (2002): Wie funktioniert Veränderung? Interne Kommunikation als Schlüsselfaktor  Kommunikationsmanagement. Hrsg. v. Günter Bentele, Manfred Piwinger, Gregor Schönborn; Neuwied [u. a.]: Luchterhand
- Buchholz, Ulrike (2000): Interne Kommunikation im Change Management  Handbuch PR. Öffentlichkeitsarbeit in Wirtschaft, Verbänden, Behörden. Grundlagen & Adressen. Hrsg. v. Bernd-Jürgen Martini; Neuwied [u. a.]: Luchterhand, 2000